# Istrijský ypsilon
Jako Istrijský ypsilon (chorvatsky Istarski ipsilon) je označován systém dálnic a rychlostních silnic na chorvatském poloostrově Istrie. Sestává ze dvou dálnic – A8 a A9.

## Části Istrijského ypsilonu
- Dálnice A8 (délka 64,21 km) spojuje Rijeku s centrem Istrijské župy Pazinem a s dálnicí A9.
- Dálnice A9 (délka 76,79 km) spojuje Pulu na jihu se severozápadním cípem poloostrova a končí před hranicí se Slovinskem, kde navazuje na slovinskou rychlostní silnici H5.

Obě dálnice se spojují u vesnice Kanfanar a vytvářejí písmeno Y. Dohromady měří 141 km.

## Současný stav

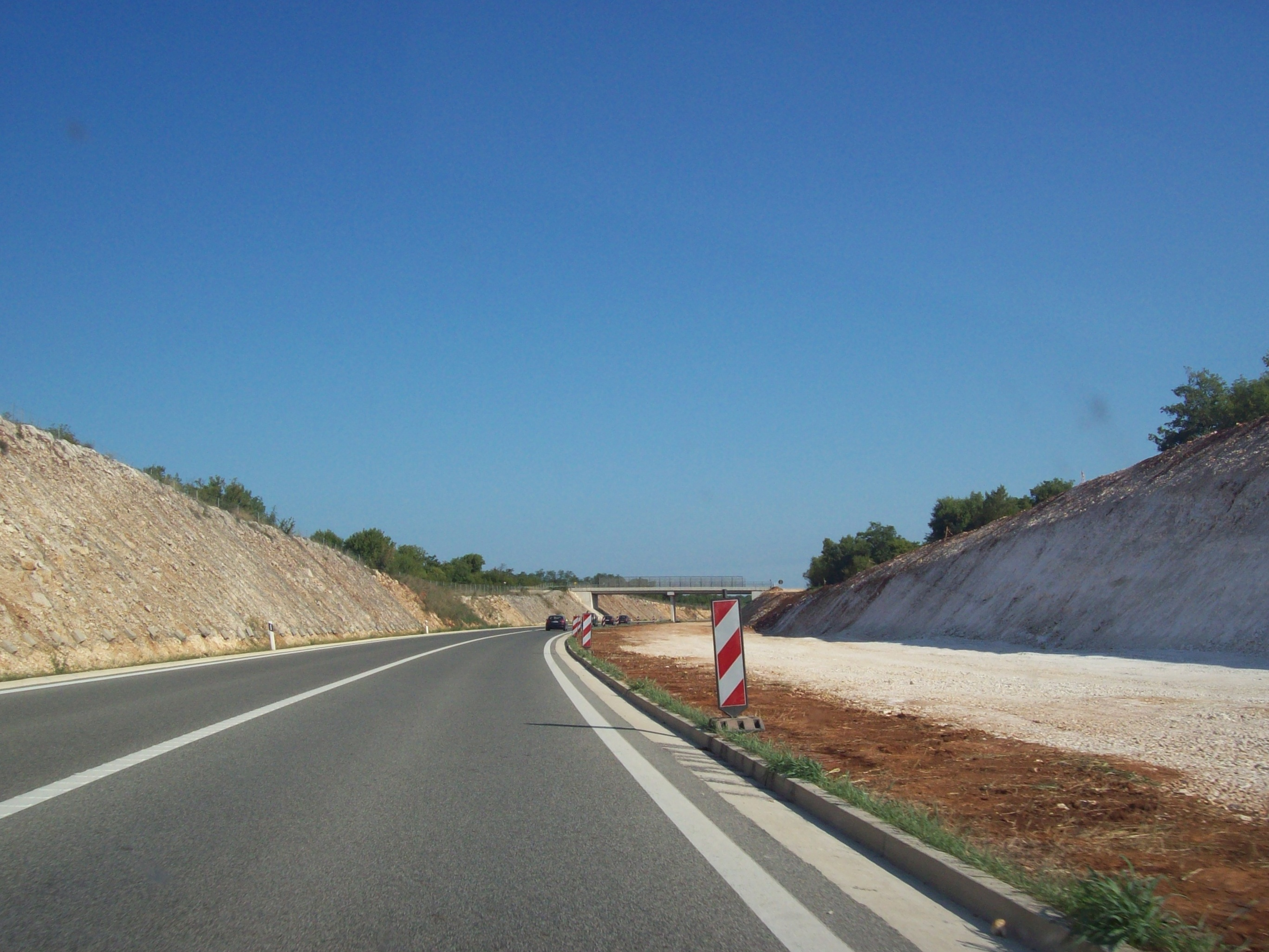
Stavba plného profilu dálnice A9 (srpen 2009)

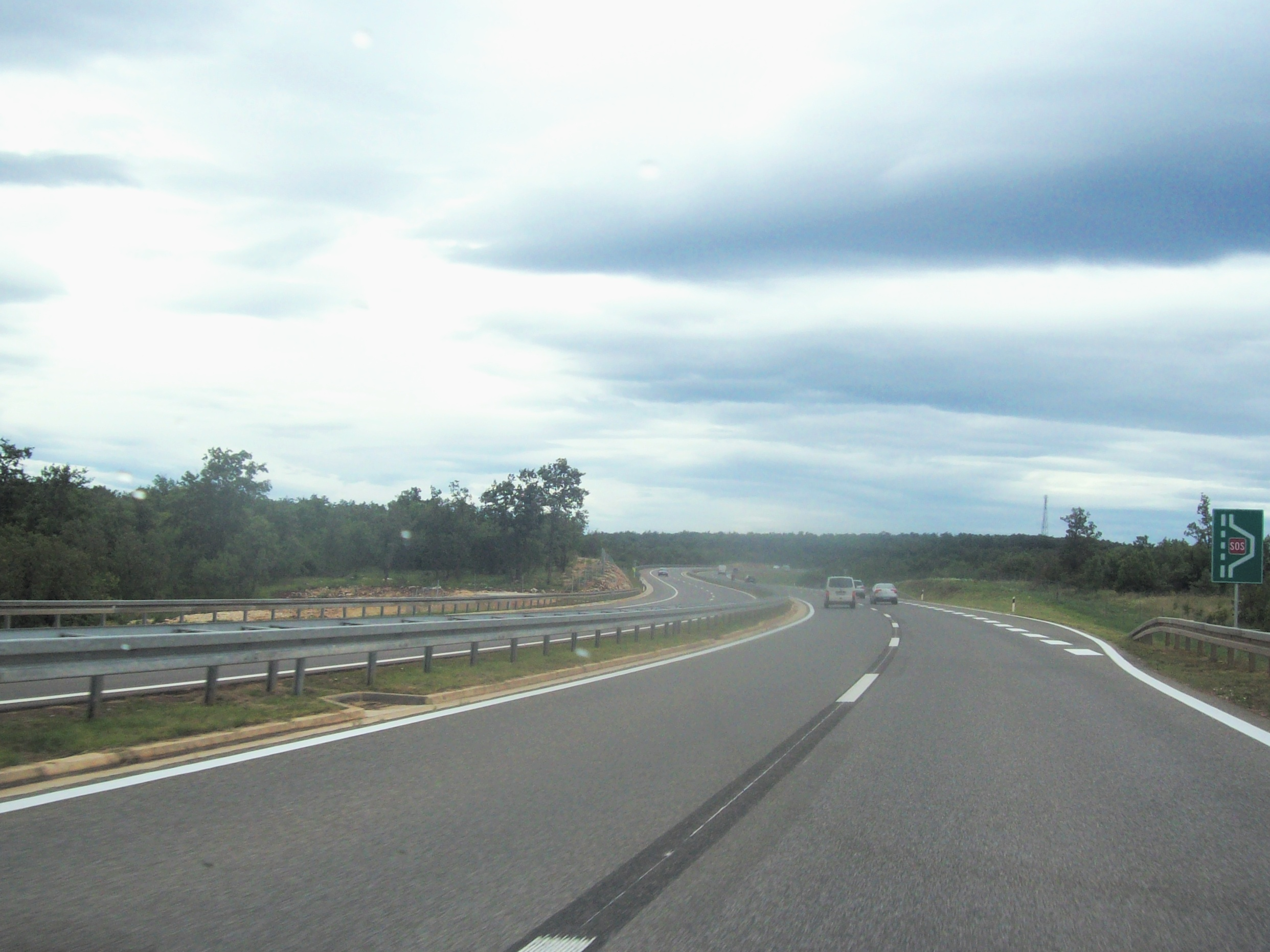
První úsek plnoprofilové dálnice A9 krátce po otevření v červnu 2010

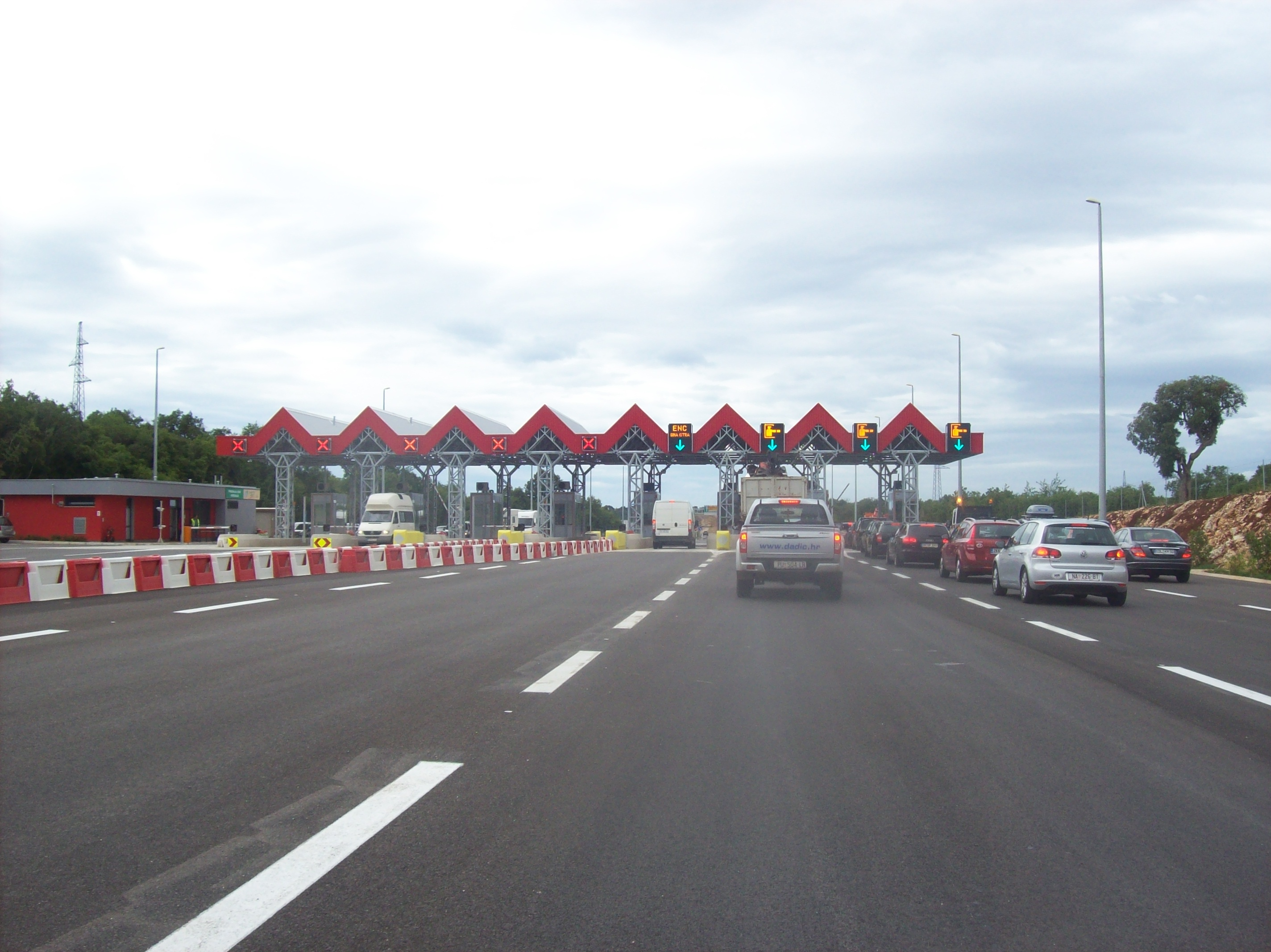
Placení mýtného u Puly (červen 2010)

První fáze výstavby byla dokončena v roce 2006 dokončením polovičních profilů. Druhá fáze, rozšíření na plný profil, byla započata v roce 2008. V současnosti se pracuje na severní větvi dálnice A9 a západním úseku dálnice A8. Jižní část dálnice A9 je již dokončena, úsek Kanfanar-Pula byl otevřen 20. června 2010.

## Budoucnost
Dokončení rozšíření zbývající části silnice B9 na dálnici A9 (s výjimkou druhého tělesa viaduktů Mirna a Limska Draga) je plánováno na rok 2011. Úsek by měl být předaný do provozu před začátkem turistické sezony.
V Pule by pak na dálnici měla navazovat rychlostní silnice směřující k Medulinu. Rozšíření silnice B8 je rozdělené na dvě fáze. Úsek z Kanfanaru k výjezdu Rogovići u Pazinu (18 km) má být dokončený do konce roku 2011. Zbývající část z Pazinu do Matulji poblíž Rijeky má být dokončena koncem roku 2014 nebo začátkem roku 2015. Stavba tohoto úseku bude náročnější, neboť se při jeho projektování s budoucím rozšířením na dálnici nepočítalo – plánován byl jen jako rychlostní silnice.
Tato fáze zahrnuje i výstavbu druhého tubusu tunelu Učka, a rovněž dokončení viaduktů na severní větvi dálnice A9.

## Zpoplatněné úseky
Současně s otevřením prvního plnoprofilového úseku byly zavedeny poplatky za jeho použití. Výše poplatku závisí na délce projetého úseku a platí se v následující výši:
- motocykl, čtyřkolka:  8 HRK
- osobní automobil: 12 HRK
- osobní automobil s přívěsem, obytný automobil: 18 HRK
- autobus, nákladní automobil: 36 HRK
- autobus s přívěsem, kamión: 60 HRK

Uvedené částky se platí za použití celého úseku Kanfanar-Pula. Za použití úseku Kanfanar-Vodnjan sjever se platí mýtné v poloviční výši, za úsek Kanfanar-Vodnjan jug se platí mýtné ve výši tří čtvrtin výše uvedených částek.
Dalšími zpoplatněnými úseky na Istrijském ypsilonu jsou viadukt Mirna a tunel Učka.